# Hot Chelle Rae
Gli Hot Chelle Rae sono un gruppo statunitense formatosi a Nashville, Tennessee, nel 2005. Il gruppo è formato da Ryan Follesé (voce, chitarra), Nash Overstreet (chitarra), Ian Keaggy (basso) e Jamie Follesé (batteria).

## Storia del gruppo
Gli Hot Chelle Rae si sono formati nel 2005, quando il cantante e compositore Ryan Follesé ha incontrato il chitarrista Nash Overstreet. In seguito, Ian Keaggy, amico di infanzia di Overstreet, si è unito al gruppo come bassista. Jamie Follesé, fratello minore di Ryan, è stato l'ultimo ad unirsi al gruppo come batterista.
Tutti i componenti del gruppo sono figli d'arte.
Nash Overstreet è il figlio del cantante country Paul Overstreet e fratello dell'attore Chord Overstreet, mentre i fratelli Follesé sono i figli del compositore country Keith Follesé e Keaggy è figlio del chitarrista Phil Keaggy.
Nel 2007 il gruppo ha aperto un concerto di Lil Jon e, più tardi, quell'anno, si sono esibiti ad un festival di Austin, Texas, chiamato South by Soutwest.
Nel 2008 hanno firmato un contratto con la Jive Records ed hanno pubblicato l'anno seguente il loro primo album: Lovesick Electric, ma l'album non ha avuto successo.
Nel marzo del 2011 hanno pubblicato il singolo Tonight Tonight che è riuscito ad arrivare alla settima posizione della Billboard Hot 100 e nella top 20 di Australia, Canada, Giappone, Paesi Bassi e Nuova Zelanda. Il singolo è stato certificato doppio disco di platino dalla RIAA per aver venduto due milioni di copie negli Stati Uniti. Nel novembre è stato pubblicato l'album Whatever e nel 2012 si sono uniti allo Speak Now World Tour di Taylor Swift come gruppo d'apertura del leg australiano e neozelandese.

## Discografia

### Album
Studio
- 2009 - Lovesick Electric
- 2011 - Whatever

EP
- 2011 - Tonight Tonight

### Singoli
- 2009 - I Like to Dance
- 2010 - Bleed
- 2011 - Tonight Tonight
- 2011 - I Like It Like That (con i New Boyz)
- 2012 - Honestly